# Station Brélidy - Plouëc
Station Brélidy-Plouëc is een spoorweghalte in de Franse gemeente Plouëc-du-Trieux. Zij wordt bediend door treinen van het netwerk TER Bretagne op het traject Guingamp - Paimpol.